# Autretot
Autretot foi uma comuna francesa na região administrativa da Normandia, no departamento de Sena Marítimo. Estendia-se por uma área de 3,8 km². Em 2010 a comuna tinha 1 399 habitantes (densidade: 368,2 hab./km²).
Em 1 de janeiro de 2019, passou a formar parte da nova comuna de Les Hauts-de-Caux.